# Skinneben
Skinnebenet (lat. tibia) er en rørknogle, der sammen med lægbenet udgør underbenets knogler.
Tibia er den mediale af de to underbensknogler; tibia er betydelig tykkere og stærkere end fibula og bærer kroppens vægt. Tibia er efter lårbensknoglen (femur) kroppens største knogle. Proximalt er knoglen forbundet til knæleddet og lårbensknoglen, hvorimens den distalt artikulerer sig til fodens tarsalknogler.